# Fujimi Shobo
Fujimi Shobo (яп. 富士見書房), раніше Fujimi Shobo Co., Ltd. (яп. 株式会社富士見書房, Kabushiki gaisha Fujimi Shobō) — японське видавництво, яке спеціалізувалося на ранобе, манзі, рольових іграх та колекційних карткових іграх. Засноване у 1972 році і тричі реорганізоване, воно іноді було незалежною компанією, а іноді входило до складу видавництва Kadokawa Future Publishing. Вона перестала бути незалежною компанією у 2013 році, а бренд було виведено з обігу у 2015 році.

## Опубліковані журнали
Журнали ранобе
- Fantasia Battle Royal
- Dragon Magazine

Журнали манґа
- Місяць Dragon Age
- Dragon Age Pure
- Age Premium

## Видавничі бренди
Активні
- Fujimi Dragon Book
- Fujimi Fantasia Bunko (ранобе)
- Fujimi Mystery Bunko (ранобе)
- Fujimi L Bunko

Розважальні романи, орієнтовані на дорослу жіночу аудиторію (без вмісту для дорослих), містить твори у жанрі фентезі, готики, містики тощо. Історії не вкладаються в рамки літератури та ранобе 
- Fujimi Shobo Novels

Видавництво ранобе, яке публікує веб-романи з веб-сайту «Shōsetsuka ni Narō» (小説家になろう) у форматі танкобону. Лейбл був орієнтований на чоловічу аудиторію.
- Kadokawa Books

Видавництво ранобе, що спеціалізується на публікації творів веб-романів у паперовому форматі з додаванням ілюстрацій до них. Тут також публікуються адаптації ігор у вигляді ранобе. Під цим лейблом публікуються розважальні художні твори, особливо веб-романи з веб-сайтів з користувацьким контентом, таких як «Shōsetsuka ni Narō» (小説家になろう). Лейбл орієнтований на чоловічу аудиторію.
Неактиві
- Oniroku Dan Bunko
- Fujimi Bishōjo Bunko
- Fujimi Bunko
- Fujimi Dragon Novels
- Fujimi Jidaishōsetsu Bunko
- Fujimi Roman Bunko
- Style-F

## Рольові ігри
- Аріанрод RPG
- Demon Parasite
- GURPS
- РПГ "Світ мечів".
- Світ меча 2.0

## Колекційні карткові ігри
- Dragon All-Stars
- Monster Collection
- Project Revolution